# Sillus attiguus
Sillus attiguus là một loài nhện trong họ Anyphaenidae.
Loài này thuộc chi Sillus. Sillus attiguus được Octavius Pickard-Cambridge miêu tả năm 1896.